# Пап Джонга
Пап Джонга (1 липня 1997) — гамбійський плавець.
Учасник Олімпійських Ігор 2016 року, де в попередніх запливах на дистанції 50 метрів вільним стилем посів 79-те місце і не потрапив до півфіналів.